# Patsy King
Patsy King (ur. 14 września 1928 w Wielkiej Brytanii) – australijska aktorka filmowa, teatralna, telewizyjna i radiowa.

## Życiorys
Patsy King urodziła się i wychowała w Wielkiej Brytanii. W latach pięćdziesiątych przeprowadziła się do Australii. Szkoliła się w Melbourne National Theatre. Obecnie mieszka w Melbourne.
Jest rozwiedziona. Ma siostrę.

## Wybrana filmografia
- 1967: Bellbird jako Kate Andrews
- 1976: Power Without Glory jako Vera Maguire
- 1976: The Sullivans jako Beryl Fletcher
- 1979: Więźniarki jako Erica Davidson[2]